# 蒂博 (路易斯安那州)
蒂博（英語：Thibodaux），是美国路易斯安那州下属的一座城市。根据2010年美国人口普查，该市有人口14,566人。建置上，属于“city”。

## 友好城市
- 法國 卢丹